# Berliet VUC
Pour les articles homonymes, voir VUC.
Le Berliet VUC est un prototype de véhicule militaire conçu pendant l'entre-deux-guerres par le constructeur français Berliet pour répondre au programme de véhicules tous terrains de 1930-1931 de l'Armée française. Trois variantes sont produites, la voiture blindée VUCL de reconnaissance, la voiture blindée VUCM de commandement et de liaison et la voiture non blindée VUCT de transmission. 

## Historique
En décembre 1930, l'Armée française élabore une liste de dix types de véhicules tous terrains. Berliet propose notamment trois variantes sur châssis VUC. La VUCL répond au programme de voiture de reconnaissance type L, la VUCM au programme de « voiture de commandement et de liaison blindées » type M et la VUCT au programme de « voiture de transmission tous terrains » type T. Quatre prototypes sont commandés par l'Armée, au titre du contrat no 1430 D/L : deux VUCL (immatriculés 86 147 et 86 150), un VUCM (86 148) et un VUCT (86 149).
Les véhicules sont testés en décembre 1931 par la commission d'expérimentation de matériel automobile de Vincennes (CEMAV). Les voitures type M et type L sont trop hautes et trop lourdes par rapport aux demandes du programme mais la tenue de route est jugée très bonne. La VUCM est également trop lente par rapport aux 60 km/h requis. Globalement satisfaisant, les trois types sont admis début 1932 aux essais en corps de troupes,.
La voiture VUCM avait déjà participé aux manœuvres de septembre 1931, puis les deux VUCL et la VUCM participent aux manœuvres de septembre 1932.
La voiture VUCL 86 150 revient début 1933 à la CEMAV pour de nouveaux essais. Les VUCL sont mises en service actif dans les unités et sont envoyées au Maroc. Elles sont toujours utilisées comme matériel d'instruction en Afrique du Nord en 1941.

## Caractéristiques
Les engins sont des 4 × 4, avec deux roues folles centrales. L'empattement est de 3,15 m.
Blindées, les VUCL et VUCM ont la même carrosserie. Le modèle VUCL dispose cependant d'une mitrailleuse de 7,5 mm sur affût circulaire tandis que le modèle VUCM n'est pas armé. La VUCL dispose aussi d'ouvertures dans la caisse, permettant le tir par l'équipage embarqué. Le toit ouvert de la VUCL est remplacé sur la VUCM par un toit blindé rabattable. L'aménagement intérieur est également différent car adapté à chaque mission,. La voiture VUCT a une carrosserie en bois.
Le moteur est un 4 cylindres de 95 × 140 mm de 3 969 cm3, développant 40 ch à 2 200 tr/min,. Lors des essais de 1931, les deux prototypes VUCL 86 147 et 86 150 atteignent respectivement 51 et 53 km/h, le premier étant légèrement plus lourd que le second. Lors des essais repris début 1933, la voiture 86 150 atteint 66,66 km/h.
À vide, les VUCL pèsent environ 5,24 à 5,3 t, pour une masse de 5,9 t en ordre de combat. Les VUCL ont un équipage de trois hommes, et quatre pour la VUCM.